# Нітрат кобальту(II)
Нітра́т ко́бальту(II), ко́бальт(II) нітра́т, кобальт азотнокислий, брамур — сіль слабого, амфотерного гідроксиду кобальту і нітратної кислоти. Це червоні, моноклінні кристали. Сильно гігроскопічні. Утворює гексагідрат — Co(NO3)2·6H2O.

## Отримання
Отримують розчиненням елементарного кобальту, СоО або СоСО3 в нітратній кислоті, але слід пам'ятати, що концентрована азотна кислота пасивує кобальт, тому для розчинення елементарного кобальту потрібна розведена нітратна кислота:
{\displaystyle \mathrm {Co+4HNO_{3}\longrightarrow Co(NO_{3})_{2}+2NO_{2}\uparrow +2H_{2}O} }
{\displaystyle \mathrm {CoO+2HNO_{3}\longrightarrow Co(NO_{3})_{2}+2H_{2}O} }
{\displaystyle \mathrm {CoCO_{3}+2HNO_{3}\longrightarrow Co(NO_{3})_{2}+CO_{2}\uparrow +H_{2}O} }
Також можна добути реакцією нейтралізації:
{\displaystyle \mathrm {Co(OH)_{2}+2HNO_{3}\longrightarrow Co(NO_{3})_{2}+2H_{2}O} }

## Фізичні властивості
Гігроскопічний, розчинний у воді, спиртах, ацетоні, метилацетаті, діоксані, тетрагідрофурані, ацетофеноні, ацетонітрилі, дибутилфосфаті, диметилформаміді і інших полярних розчинниках. Малорозчинний в концентрованій азотній кислоті. Утворює гексагідрат.

## Використання
Використовується в керамічній промисловості, аналітичній хімії. У промисловості він знайшов застосування у виготовленні кераміки.
У мінералогії використовується як реактив у реакції Мейгена для розрізнення арагоніту і кальциту.

## Токсичність
Як і всі сполуки кобальту нітрат токсичний. LD50 434 мг/кг (орально, для щурів).